# Leo Visser
Pour les articles homonymes, voir Visser.
Leendert Visser, connu sous le nom de Leo Visser et né le 13 janvier 1966 à Haastrecht en Hollande-Méridionale, est un patineur de vitesse néerlandais notamment quatre fois médaillé olympique et une fois champion du monde.

## Biographie
En 1987, Leo Visser bat les record du monde du 3 000 mètres en 3 min 59 s 27 et du 5 000 mètres en 6 min 47 s 01. Il obtient l'argent sur 5 000 mètres et le bronze sur 10 000 mètres aux Jeux olympiques d'hiver de 1988. En 1989, il remporte les Championnats du monde et d'Europe et reçoit le prix Oscar Mathisen attribué au meilleur patineur de vitesse de la saison. Aux Jeux olympiques d'hiver de 1992, il prend les médailles de bronze sur 1 500 mètres et 5 000 mètres. Pendant sa carrière, il gagne également cinq courses de 5 000 mètres en coupe du monde. Après sa retraite sportive, Visser est pilote pour la compagnie d'aviation KLM et chef de mission pour l'équipe néerlandaise aux Jeux olympiques d'hiver de 2002,.